# Syke
Syke (phát âm tiếng Đức: [ˈziːkə]) là một thị xã ở huyện Diepholz, bang Niedersachsen, Đức. Đô thị này có diện tích 114,22 km². Đô thị này có cự ly khoảng 20 km về phía nam của Bremen.